# Carico sconosciuto
Carico sconosciuto (Carga Máxima)  è un film del 2023 diretto da Tomas Portella.

## Trama
Roger è un pilota di camion da corsa che per mantenere la sua squadra decide di aiutare una banda di ladri di camion-merci. Una volta entrato nel mondo del crimine, dovrà poi lottare per uscire dal giro.

## Distribuzione
Il film è stato distribuito sulla piattaforma Netflix a partire dal 27 settembre 2023.